# Pont-Saint-Pierre
Pont-Saint-Pierre és un municipi francès situat al departament de l'Eure i a la regió de Normandia. L'any 2007 tenia 1.119 habitants.

## Demografia

### Població
El 2007 la població de fet de Pont-Saint-Pierre era de 1.119 persones. Hi havia 489 famílies de les quals 163 eren unipersonals (48 homes vivint sols i 115 dones vivint soles), 139 parelles sense fills, 151 parelles amb fills i 36 famílies monoparentals amb fills.
La població ha evolucionat segons el següent gràfic:
Habitants censats

### Habitatges
El 2007 hi havia 546 habitatges, 496 eren l'habitatge principal de la família, 12 eren segones residències i 38 estaven desocupats. 388 eren cases i 157 eren apartaments. Dels 496 habitatges principals, 289 estaven ocupats pels seus propietaris, 195 estaven llogats i ocupats pels llogaters i 11 estaven cedits a títol gratuït; 8 tenien una cambra, 66 en tenien dues, 100 en tenien tres, 135 en tenien quatre i 186 en tenien cinc o més. 307 habitatges disposaven pel capbaix d'una plaça de pàrquing. A 239 habitatges hi havia un automòbil i a 183 n'hi havia dos o més.

### Piràmide de població
La piràmide de població per edats i sexe el 2009 era:
| Homes | Edats   | Dones |
| ----- | ------- | ----- |
| 0     | 95 o +  | 4     |
| 0     | 90 a 94 | 8     |
| 0     | 85 a 89 | 0     |
| 8     | 80 a 84 | 0     |
| 24    | 75 a 79 | 28    |
| 36    | 70 a 74 | 36    |
| 8     | 65 a 69 | 20    |
| 16    | 60 a 64 | 24    |
| 36    | 55 a 59 | 28    |
| 20    | 50 a 54 | 24    |
| 48    | 45 a 49 | 16    |
| 32    | 40 a 44 | 36    |
| 40    | 35 a 39 | 36    |
| 36    | 30 a 34 | 36    |
| 44    | 25 a 29 | 44    |
| 16    | 20 a 24 | 24    |
| 28    | 15 a 19 | 12    |
| 40    | 10 a 14 | 28    |
| 40    | 5 a 9   | 44    |
| 28    | 0 a 4   | 16    |

## Economia
El 2007 la població en edat de treballar era de 698 persones, 552 eren actives i 146 eren inactives. De les 552 persones actives 481 estaven ocupades (262 homes i 219 dones) i 72 estaven aturades (29 homes i 43 dones). De les 146 persones inactives 64 estaven jubilades, 44 estaven estudiant i 38 estaven classificades com a «altres inactius».

### Ingressos
El 2009 a Pont-Saint-Pierre hi havia 489 unitats fiscals que integraven 1.121 persones, la mediana anual d'ingressos fiscals per persona era de 17.869 €.

### Activitats econòmiques
Dels 95 establiments que hi havia el 2007, 4 eren d'empreses alimentàries, 1 d'una empresa de fabricació de material elèctric, 5 d'empreses de fabricació d'altres productes industrials, 3 d'empreses de construcció, 26 d'empreses de comerç i reparació d'automòbils, 3 d'empreses de transport, 8 d'empreses d'hostatgeria i restauració, 6 d'empreses financeres, 3 d'empreses immobiliàries, 17 d'empreses de serveis, 9 d'entitats de l'administració pública i 10 d'empreses classificades com a «altres activitats de serveis».
Dels 28 establiments de servei als particulars que hi havia el 2009, 1 era una oficina de correu, 3 oficines bancàries, 4 tallers de reparació d'automòbils i de material agrícola, 1 autoescola, 1 guixaire pintor, 1 lampisteria, 1 electricista, 4 perruqueries, 3 agències de treball temporal, 3 restaurants, 3 agències immobiliàries, 1 tintoreria i 2 salons de bellesa.
Dels 15 establiments comercials que hi havia el 2009, 1 era un supermercat, 1 una botiga de més de 120 m², 2 fleques, 1 una fleca, 1 una peixateria, 3 botigues de roba, 1 una botiga de roba, 1 una botiga d'equipament de la llar, 1 una botiga de material de revestiment de parets i terra, 1 una perfumeria i 2 floristeries.

## Equipaments sanitaris i escolars
L'únic equipament sanitari que hi havia el 2009 era una farmàcia.
El 2009 hi havia 1 escola maternal i 1 escola elemental.

## Poblacions més properes
El següent diagrama mostra les poblacions més properes.